# 38. østlige længdekreds
Den 38. østlige længdekreds (eller 38 grader østlig længde) er en længdekreds, der ligger 38 grader øst for nulmeridianen. Den løber gennem Ishavet, Europa, Asien, Afrika, det Indiske Ocean, det Sydlige Ishav og Antarktis.